# Mish Maoul
Albums de Natacha Atlas
Something Dangerous Ana Hina
Mish Maoul ("Ce n'est pas possible") est le 6e album de la chanteuse anglo-égyptienne Natacha Atlas. L'album marque un retour vers le style Arabe et Nord-Africain, tout en intégrant des styles musicaux pop, bossanova et électronique. La majorité des morceaux ont été produits par le groupe anglais Temple Of Sound composé de Nick Page (alias Count Dubulah) et Neil Sparkes, tous les deux anciens membres du groupe Transglobal Underground.

## Liste des pistes
1. "Oully Ya Sahbi" featuring Sofiane Saidi (Atlas, Dubulah, Sparkes) – 5:36
2. "Feen" featuring Princess Julianna (Atlas, Dubulah, Higgins, Sparkes) – 5:54
3. "Hayati Inta" (Atlas, Eagleton) – 4:02
4. "Ghanwa Bossanova" (Atlas, Dubulah, Sparkes) – 6:33
5. "Bathaddak" featuring Princess Julianna (Atlas, Higgins, Whelan) – 5:12
6. "Bab el Janna" (Atlas, Dubulah, Sparkes) – 5:46
7. "Wahashni" (Atlas, Dubulah, Sparkes) – 4:46
8. "Haram Aleyk" (Atlas, Sabet, Whelan) – 5:11
9. "La Lil Khowf" featuring Clotaire K & Sofiane Saidi (Atlas, Dubulah, Sparkes, Clotaire K) – 5:32
10. "Yariet" (Atlas, Eagleton) – 3:37